# Gerbillus watersi
Gerbillus watersi је врста глодара из породице мишева.

## Распрострањење
Врста је присутна у Судану и Џибутију.

## Станиште
Станишта врсте су екосистеми ниских трава и шумски екосистеми, полупустиње и пустиње.

## Угроженост
Ова врста није угрожена, и наведена је као последња брига јер има широко распрострањење.